# Musile di Piave
Musile di Piave (Musil, pronuncia [muˈzil] in veneto) è un comune italiano di 11 426 abitanti della città metropolitana di Venezia in Veneto.

## Geografia fisica
Il comune è situato sulla riva destra del Piave, una ventina di chilometri prima della foce del fiume, in una fascia interamente pianeggiante. Confina a sud-ovest con la Laguna Veneta. Larga parte del territorio è stato strappato alle paludi attraverso le bonifiche di fine Ottocento (territori a sud della via Annia) e degli anni Venti del Novecento (Zona Millepertiche-Caposile).

## Origini del nome
Il toponimo Musile ha un'etimologia incerta: pare derivare dal veneto antico mussa, il cui significato è "diga", "argine", "palizzata" o "luogo rialzato". Nel medioevo musil o musile è anche sinonimo di "prato chiuso per il pascolo" o, più genericamente, "prato". A Musile di Piave già nel X secolo si teneva un importante mercato, probabilmente ospitato nel prato chiuso in riva al Piave. La coincidenza tra il toponimo Musile e un luogo atto a ospitare un mercato si riscontra, infatti, a Belluno (Musile o Prato della Fiera) e a Sant'Ambrogio di Fiera in riva al Sile a Treviso.

## Storia
In passato la zona di Musile era un territorio palustre in continuità con la vicina Laguna Veneta. Presso la zona di Croce, invece, abbondavano i boschi. Nonostante ciò, la presenza umana doveva essere ben radicata, specie in età romana vista la vicinanza alla città di Altino. Il territorio era attraversato via Annia (coincidente con quella che, qualche decennio fa, fu erroneamente denominata via Emilia) e in effetti abbondano i reperti come anfore, vetri e, in località Ponte Catena, i resti di un ponte (al momento interrato) in perfetto stato di conservazione.
In età medievale Musile era sottoposta alla giurisdizione del vescovo di Torcello, mentre la frazione di Croce apparteneva al Patriarcato di Aquileia. Nel 1177 divenne feudo degli Ezzelini. Estinta la dinastia con Ezzelino III, nel 1260 fu assegnato al comune di Treviso, anche se i patriarchi di Aquileia la rivendicarono sino al 1291. Nel 1329 subì il sacco delle truppe scaligere. Con l'inclusione di Musile nei domini della Repubblica di Venezia, proprietari di gran parte dei terreni divennero i patrizi Foscari e i Malipiero. I Foscari nel 1331 costruirono una cappella intitolata all'Invenzione della Croce.
Nel XIV secolo, con il definitivo passaggio di Musile alla Repubblica di Venezia, i terreni furono acquistati dalla famiglia patrizia dei Malipiero, che costruì una nuova chiesa dedicata a San Donato, dopo la distruzione della prima (1533) a causa di una piena del Piave. 
Durante il XV secolo è documentata una grande attività di sfruttamento dei boschi esistenti presso l'area di Croce per la produzione di carbone. A partire dallo stesso periodo il territorio fu sottoposto a grandi interventi idraulici da parte della Serenissima: nel 1483 venne scavato il canale Fossetta per favorire le comunicazioni via acqua con Venezia. Tra il 1534 e il 1543 fu realizzato l'Argine di San Marco sulla sponda destra del fiume, per salvaguardare la laguna dall'interramento causato dalle piene del Piave. I numerosi interventi idraulici culminarono con la deviazione del Piave, realizzata tra il 1641 e il 1664. La diversione del fiume fu resa operativa con lo sbarramento (intestadura) del tratto del Piave fino a Caposile e con l'escavazione del nuovo alveo da Musile verso Eraclea. Nel 1683, aperto il Taglio del Sile, i boschi Malipiero e Foscari si impaludarono. La nuova opera idraulica impediva, infatti, il deflusso in laguna delle acque del canale dei Lanzoni, che dunque si disperdevano nella campagna.
Dal 1797 Musile seguì le sorti di tutto il Veneto: divenne comune autonomo sotto Napoleone, passò poi agli Austriaci e infine divenne parte del nuovo Regno d'Italia. 
Nel 1828 il 52,61% del territorio comunale risultava incolto, mentre il 7,46% era costituito da paludi. Grazie alla costruzione della conca dell'Intestadura (1873) che ristabilì la navigabilità dell'antico alveo del Piave (Piave Vecchia), e iniziate nuove opere di bonifica, come l'apertura della botte dei Lanzoni (1887), il territorio tornò a risollevarsi.
Dopo la rotta di Caporetto (autunno 1917), Musile si ritrovò sul fronte del Piave e fu teatro di aspri combattimenti (giugno 1918) che ridussero il paese ad un cumulo di macerie. L'attuale centro urbano fu ricostruito negli anni Venti: oltre al municipio anche la chiesa parrocchiale fu, infatti, ricostruita dopo la guerra in forme neogotiche (1919). Nel 1920 il comune di Musile ottenne da Vittorio Emanuele III di potersi fregiare del flumenimico "di Piave", per essere stato protagonista delle vicende della battaglia del Piave.
Nel 1927, la costituzione del Consorzio di Bonifica di Caposile, portò al complemento della bonifica del territorio.
Tre furono i podestà che ressero il comune durante il Ventennio:
- Giuseppe Argentini (1927-1934) - commissario prefettizio dal 1920, fu nel 1927 nominato podestà; avviò la ricostruzione del comune, la sistemazione del centro e della frazione di Croce, promosse la ricostruzione di ben sei edifici scolastici nelle varie località: Centro, Croce, Castaldia, Lazzaretto-Paludello, Fossetta e Caposile. Nel 1933 si oppone energicamente all'aggregazione del comune di Musile a quello di San Donà, rivendicando per Musile le caratteristiche di ruralità che il Regime auspicava.[13]
- Giacomo Bimbi (1934-1939) - dapprima commissario prefettizio, poi podestà, contribuì in maniera significativa alla fascistizzazione del comune. Nel 1936 si verificò lo scandalo della Banca di Torino, avallato dalle locali autorità fasciste, la quale, sfruttando la buona fede di mezzadri e braccianti che miravano a diventare piccoli proprietari, li precipitò in un meccanismo vizioso di rialzi d'interesse che li portò alla bancarotta. La denuncia della prassi comportò il confino per l'applicato del Comune Europeo (Rupèo) Montagner che fu inviato a Girifalco.[13]
- Renato Cuppini (1939 - 8 settembre 1943) - dopo aver occupato varie cariche e rappresentanze comunali ed essere stato a lungo vice (delegato) dei due predecessori, rimase in carica fino all'8 settembre.[13]

Commissario straordinario dalla fine della guerra alle prime elezioni del 1946 fu Nicola Bizzaro. Primo sindaco eletto del secondo dopoguerra Giacchetto.

### Simboli
Lo stemma e il gonfalone di Musile di Piave sono stati concessi con decreto del presidente della Repubblica del 24 ottobre 2018.
Il decreto del 2018 modifica uno stemma precedente che si presentava interzato in fascia, inserendo un compasso da agrimensore a rappresentare Millepertiche in aggiunta ai simboli delle altre frazioni: il paese con il fiume Piave (Capoluogo), la croce (Croce) e una barca che ricorda la posizione del comune sulla laguna di Caposile (Caposile).
Dal 2019 può fregarsi degli ornamenti esterni da Città.
Il gonfalone è un drappo di azzurro.

## Monumenti e luoghi d'interesse
- Il municipio conserva ancora alcuni reperti romani provenienti da scavi locali.
- Chiesa parrocchiale di San Donato
- La scuola media statale Enrico Toti ospita un giardino botanico.
- Come monumento all'ingresso del centro, venendo dal Ponte della Vittoria sul fiume Piave, vi è una statua del Bersagliere, copia di quella a Porta Pia a Roma; nella frazione di Millepertiche, davanti alla chiesa, c'è il Monumento ai caduti di tutte le guerre.

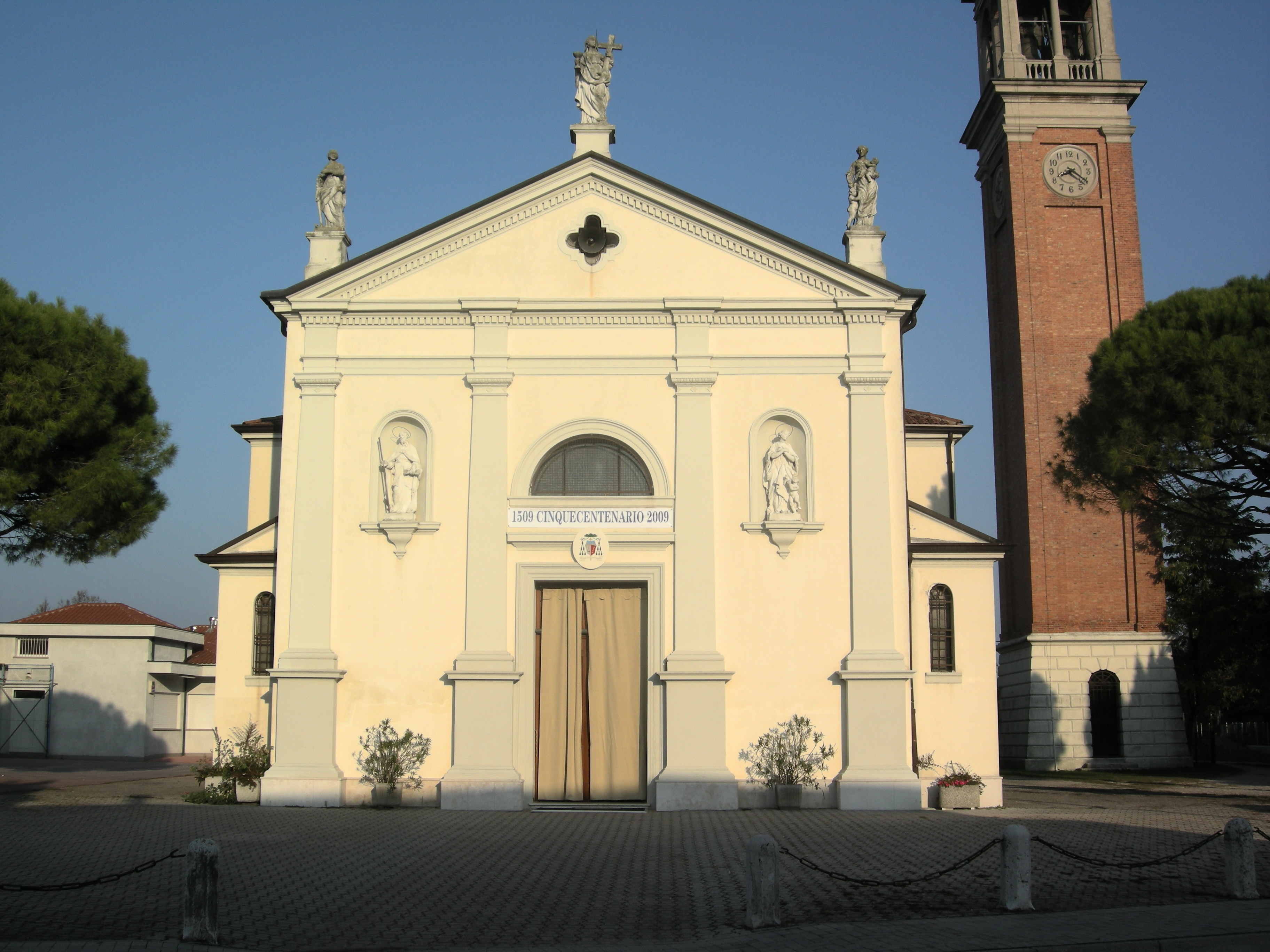
Facciata della chiesa di Croce
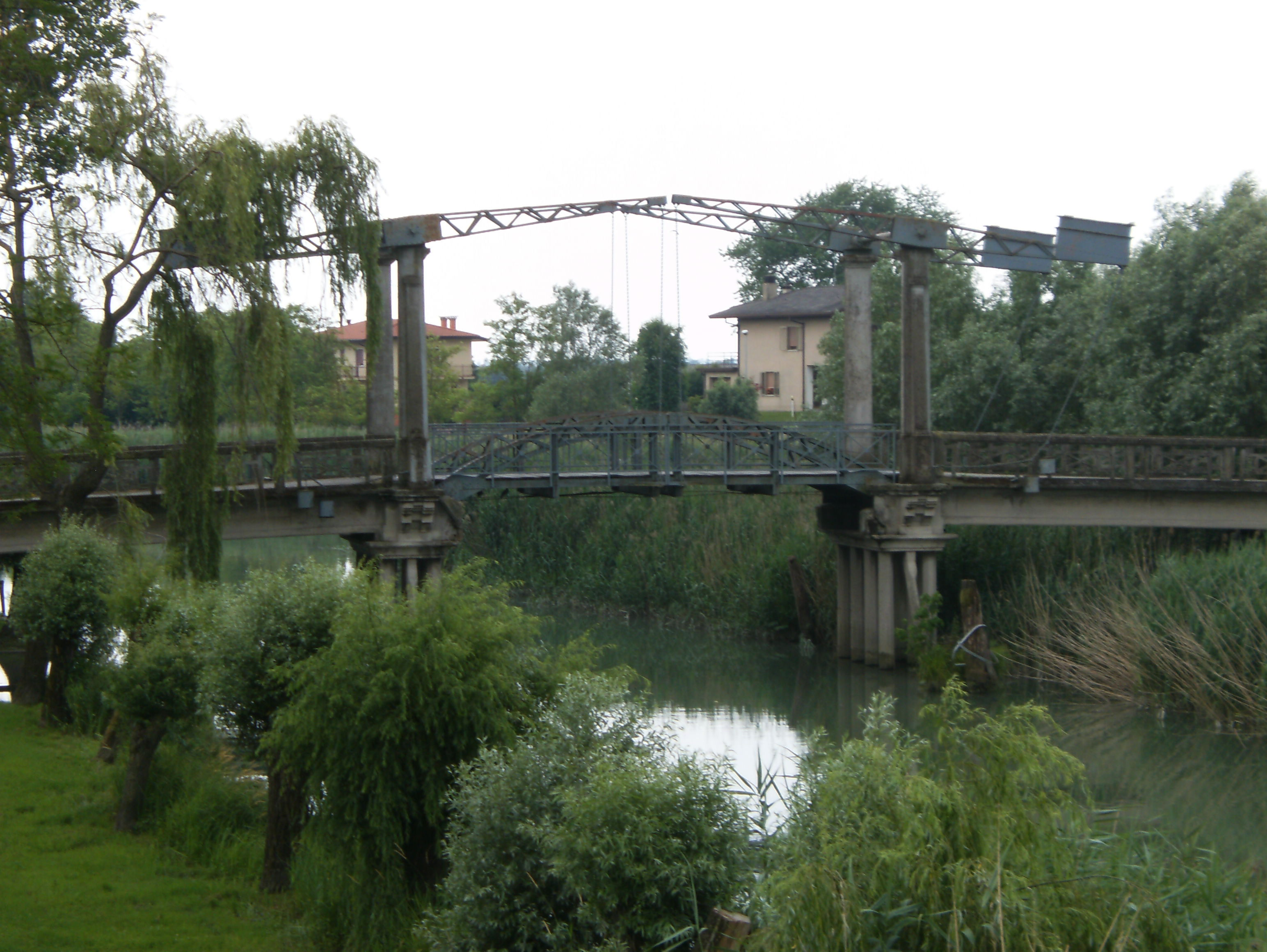
Il ponte a bilanciere nella frazione di Caposile

## Società

### Evoluzione demografica
Abitanti censiti

### Etnie e minoranze straniere
Al 31 dicembre 2015 gli stranieri residenti nel comune sono 1 403, ovvero il 12,18% della popolazione. Di seguito sono riportati i gruppi più consistenti:
1. Romania, 343
2. Albania, 141
3. Marocco, 130
4. Senegal, 129
5. Cina, 115
6. Ucraina, 61
7. Nigeria, 57
8. Moldavia, 52
9. Kosovo, 47
10. Serbia, 33

### Lingue e dialetti
A Musile, oltre all'italiano, è parlata la variante sandonatese della lingua veneta.

### Tradizioni e folclore
Una delle tradizioni di Musile di Piave è il "Patto Solenne d'Amistà" (Patto dell'amicizia), che viene ricordato il 7 agosto di ogni anno nel giorno di san Donato. Questa consuetudine, che consiste nel dono di due capponi da parte del Sindaco di San Donà di Piave a quello di Musile di Piave, nasce da un fatto storico. 
Nel Medioevo, tra i centri di San Donà e Musile esisteva una cappella consacrata a san Donato. Nel 1250 ca. a causa di una grande alluvione che deviò il corso del Piave, la cappella passò dalla sponda sinistra alla sponda destra del fiume, nel territorio di San Donato oltre la Piave (oggi Musile). Secondo la leggenda le due comunità sancirono un patto: gli abitanti dell'antica Musile conservarono san Donato come proprio patrono, in cambio San Donà poté fregiarsi di tale nome versando un tributo annuo di gallos eviratos duos, vivi et ruspanti pingues et optimi. La tradizione dello scambio dei capponi è stata poi col tempo dimenticata, ma è stata riscoperta dal 1957.
Dal 1995 al 2011 a Musile si svolgeva il Palio San Donato, manifestazione che consisteva di tre prove, il tiro alla fune, i tremila siepi e la corsa nei sacchi, le prime due riservate agli uomini e la terza alle donne. Si sfidavano sette contrade, rappresentanti delle frazioni o località del paese: Musile Centro, Croce, Millepertiche, Caposile, Ca' Malipiero, Paludello (che rappresentava la località Lazzaretto) e Chiesanuova (quest'ultima nonostante sia frazione di San Donà di Piave). Alla contrada vincitrice veniva consegnato un drappo dipinto dal vincitore del Concorso di Pittura riservato ai ragazzi della classe terza media dell'I.C. Toti. Dal 2011 il Palio è stato sospeso per problemi finanziari.

## Infrastrutture e trasporti

### Strade

#### Strade statali
- Musile di Piave è attraversata dalla Strada statale 14 della Venezia Giulia, che parte da Venezia per arrivare fino al confine con la Slovenia. Viene comunemente chiamata Triestina, anche se questa denominazione appartiene ufficialmente alla Strada statale 202 Triestina.

#### Strade regionali e provinciali
Sono diverse le strade provinciali che attraversano il territorio comunale di Musile di Piave:
- Strada provinciale 43 Portegrandi-Caposile-Jesolo, che si innesta con la SS 14 presso Portegrandi, frazione del comune di Quarto d'Altino, passa per Caposile e si innesta, dopo 22 km, con la SP 42 presso Jesolo.
- Strada provinciale 44 Caposile-Musile di Piave, che si innesta con la SP 43 a Caposile per poi raggiungere la SS14 a Musile, dopo 8.380 km.
- Strada provinciale 45 Ponte Catena-Meolo, che si innesta con la SS 14 a Millepertiche, per poi arrivare in provincia di Treviso, a Vallio, frazione di Roncade.
- Strada provinciale 47 Caposile-Passarella-Eraclea, che si innesta con la SP 43 a Caposile, passa per Passarella e si innesta con la SP 42 presso Eraclea al ponte sul fiume Piave.
- Strada provinciale 50 Argine San Marco, che si innesta con la SP 48 a Fossalta di Piave e con la SP 44 a Musile.
- Strada provinciale 51 Musile di Piave-Passarella, che si innesta con la SS 14 a Musile di Piave e con la SP 47 a Passarella.

### Ferrovie
Per Musile di Piave passa la linea ferroviaria Venezia-Trieste, vi è in località Ca'Malipiero la stazione di Fossalta di Piave, così chiamata anche se non è sul territorio comunale di Fossalta di Piave, ma su quello musilense. Sorta nel 1886, succede la stazione di Meolo e precede quella di San Donà-Jesolo.

## Amministrazione

### Sindaci dal 1946
| Nominativo                                           | Nominativo                                        | Partito / Coalizione                              | Periodo                                           | Elezione                                          |
| Sindaci eletti dal Consiglio comunale (1946-1993)    | Sindaci eletti dal Consiglio comunale (1946-1993) | Sindaci eletti dal Consiglio comunale (1946-1993) | Sindaci eletti dal Consiglio comunale (1946-1993) | Sindaci eletti dal Consiglio comunale (1946-1993) |
| ---------------------------------------------------- | ------------------------------------------------- | ------------------------------------------------- | ------------------------------------------------- | ------------------------------------------------- |
|                                                      | Alberto Giacchetto                                | Partito Socialista Italiano                       | 1946-1951                                         | 1946                                              |
|                                                      | Ernesto Poletto                                   | Partito Comunista Italiano                        | 1951-1956                                         | 1951                                              |
|                                                      | Efre Guido Casonato                               | Democrazia Cristiana                              | 1956-1965                                         | 1956                                              |
| 1960                                                 | Efre Guido Casonato                               | Democrazia Cristiana                              | 1956-1965                                         |                                                   |
|                                                      | Guido Borgato                                     | Democrazia Cristiana                              | 1965-1970                                         | 1964                                              |
|                                                      | Guido Lorenzon                                    | Democrazia Cristiana                              | 1970-1975                                         | 1970                                              |
|                                                      | Luigi Pellizzon                                   | Partito Comunista Italiano                        | 1975-1980                                         | 1975                                              |
|                                                      | Giuseppe Peruch                                   | Partito Socialista Italiano                       | 1980-1990                                         | 1980                                              |
| 1985                                                 | Giuseppe Peruch                                   | Partito Socialista Italiano                       | 1980-1990                                         |                                                   |
|                                                      | Valerio Pavan                                     | Democrazia Cristiana                              | 1990-1991                                         | 1990                                              |
|                                                      | Alferio Persico                                   | Democrazia Cristiana                              | 1991-1993                                         | (1990)                                            |
|                                                      | Gino Campesato (Commiss. prefettizio)             | -                                                 | 1993                                              | -                                                 |
| Sindaci eletti direttamente dai cittadini (dal 1993) |                                                   |                                                   |                                                   |                                                   |
|                                                      | Diego Marcassa                                    | Lega Nord - LV                                    | 1993-1995                                         | 1993                                              |
|                                                      | Domenico Lione (Commiss. straordinario)           | -                                                 | 1995                                              | -                                                 |
|                                                      | Patrizio Pavan                                    | Grande coalizione                                 | 1995-1997                                         | 1995                                              |
|                                                      | Iginio Olita (Commiss. prefettizio)               | -                                                 | 1997                                              | -                                                 |
|                                                      | Valter Menazza                                    | Centro-sinistra                                   | 1997-2007                                         | 1997                                              |
| 2002                                                 | Valter Menazza                                    | Centro-sinistra                                   | 1997-2007                                         |                                                   |
|                                                      | Gianluca Forcolin                                 | Centro-destra (LN / LV)                           | 2007-2015                                         | 2007                                              |
| Lega Nord - LV                                       | Gianluca Forcolin                                 | 2012                                              | 2007-2015                                         |                                                   |
|                                                      | Vittorino Maschietto (Vicesindaco f.f.)           | Lega Nord - LV                                    | 2015-2016                                         | (2012)                                            |
|                                                      | Silvia Susanna                                    | Centro-destra (LN / LV)                           | 2016-in carica                                    | 2016                                              |
|                                                      | Silvia Susanna                                    | Centro-destra                                     | 2016-in carica                                    | 2021                                              |

## Sport

### Calcio
L'unica squadra di calcio della città è l'A.S.D. Musile Mille, fondata nel 2012 come A.S.D. Millepertiche 2012 e rinominata nell'estate 2016, che gioca nel girone O di Seconda Categoria, dopo il ripescaggio nel 2016. Fino al 2016 è esistito il Città di Musile 1962 Calcio (dal 2009 al 2011 Polisportiva Union Sandonatese), poi non iscritto dopo la retrocessione dalla Promozione. Dagli anni '70 al 2001 è esistita anche l'A.C. Croce, squadra della frazione di Croce, che ha militato sempre in Terza Categoria, tranne due stagioni (1989-1990 e 1990-1991) in Seconda Categoria.

### Pallamano
La pallamano è praticata a Musile sin dal 1984 ed è lo sport che ha dato le maggiori soddisfazioni alla città. Oggi questo sport è rappresentato dall Pallamano Musile 2006, sorta dalla fusione dell'A.S. Pallamano Musile e dell'Handball Club Musile. Le partite si svolgono nella nuova Arcostruttura di Musile di Piave.
Negli anni 1990 l'A.S. Pallamano Musile ha conseguito alcuni rilevanti risultati nel campionato maschile: dopo un periodo trascorso in serie C, ha militato in serie B dal 1998 al 2001, oltre alla vittoria del campionato Under 19 a metà anni Novanta. I risultati migliori arrivano però nel 2015 e 2016, quando ottiene due promozioni consecutive e passa dalla Serie B alla massima serie, dove milita per una stagione prima di tornare in Serie A2. La prima squadra maschile è stata anche vicecampione italiana di beach handball nel 2015.

### Tiro alla fune
A Musile è presente una società che pratica il tiro alla fune, il T.A.F. Musile, fondato nel 2011 come T.A.F. Croce, nell'omonima frazione, e passato nel 2014 alla denominazione attuale, che partecipa al campionato nazionale e a quello triveneto. Il tiro alla fune era una delle prove del Palio San Donato, evento che si svolgeva dal 1995 al 2011 e che contrapponeva le diverse contrade del paese.

### Ciclismo
A Musile esistono due società di ciclismo, la Polisportiva Musile e il GS Musile. La Polisportiva Musile segue la categoria Giovanissimi su strada e MTB, ha partecipato a tre Meeting Nazionali (migliore risultato: Conegliano-Valdobbiadene 2022, 9ºPosto). Il GS Musile segue la categorie agonistiche di MTB.